# 獨立鎮區 (堪薩斯州華盛頓縣)
獨立鎮區（英語：Independence Township）為美國堪薩斯州華盛頓縣轄下的鎮區。2010年美国人口普查中此鎮區人口有132人。

## 地理
獨立鎮區涵蓋總面積為92.6平方（35.77平方英里），其中陸地面積為92.2平方（35.60平方英里），水域面積為0.44平方（0.17平方英里）或0.48%。

## 人口統計
根據2010年美國人口普查，獨立鎮區人口有132人，其中男性有71人，女性有61人，人口密度為每平方公里1.43人，住房計64戶。鎮區內的白人有131人，非裔美國人有0人，美洲原住民有0人，亞裔美國人有1人，太平洋島裔美國人有0人，其他種族有0人，混血種族則有0人。此外鎮區內有0人為西班牙裔或拉丁裔美國人。此鎮區之年齡中位數為51.3歲，而男性年齡中位數為50.5歲，女性年齡中位數為51.8歲。

## 交通

### 主要公路
- 148號堪薩斯州州道